# مقبره گالا پلاچیدیا
مقبره گالا پلاچیدیا یک بنای قدیمی رومی باستانی در شهر راونا در کشور ایتالیا است که بین سالهای ۴۲۵ تا ۴۵۰ ساخته شده‌است. این اثر به همراه هفت سازه دیگر در راونا در سال ۱۹۹۶ به فهرست میراث جهانی یونسکو اضافه گردید، با وجود نام مشترک این سازه با نام شاه گالا پلاچیدیا، او در این ساختمان دفن نشده‌است، تصور غلطی از قرن سیزدهم مطرح شده که او در رم درگذشته و در آنجا به خاک سپرده شد، اما احتمالاً جسد او در کنار هونوریوس در مقبره هونوریوس در کلیسای سن پیتر قدیمی دفن شده‌است.

## تاریخچه

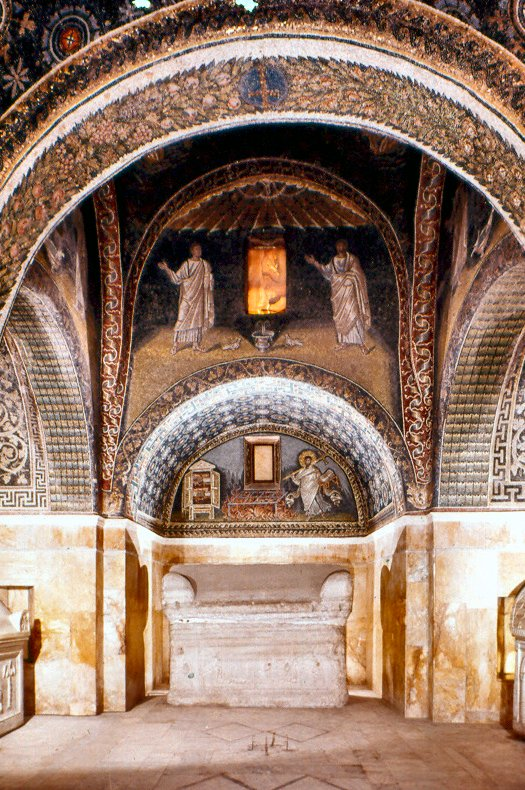
نمای داخلی، نمایش ناهار جنوبی.

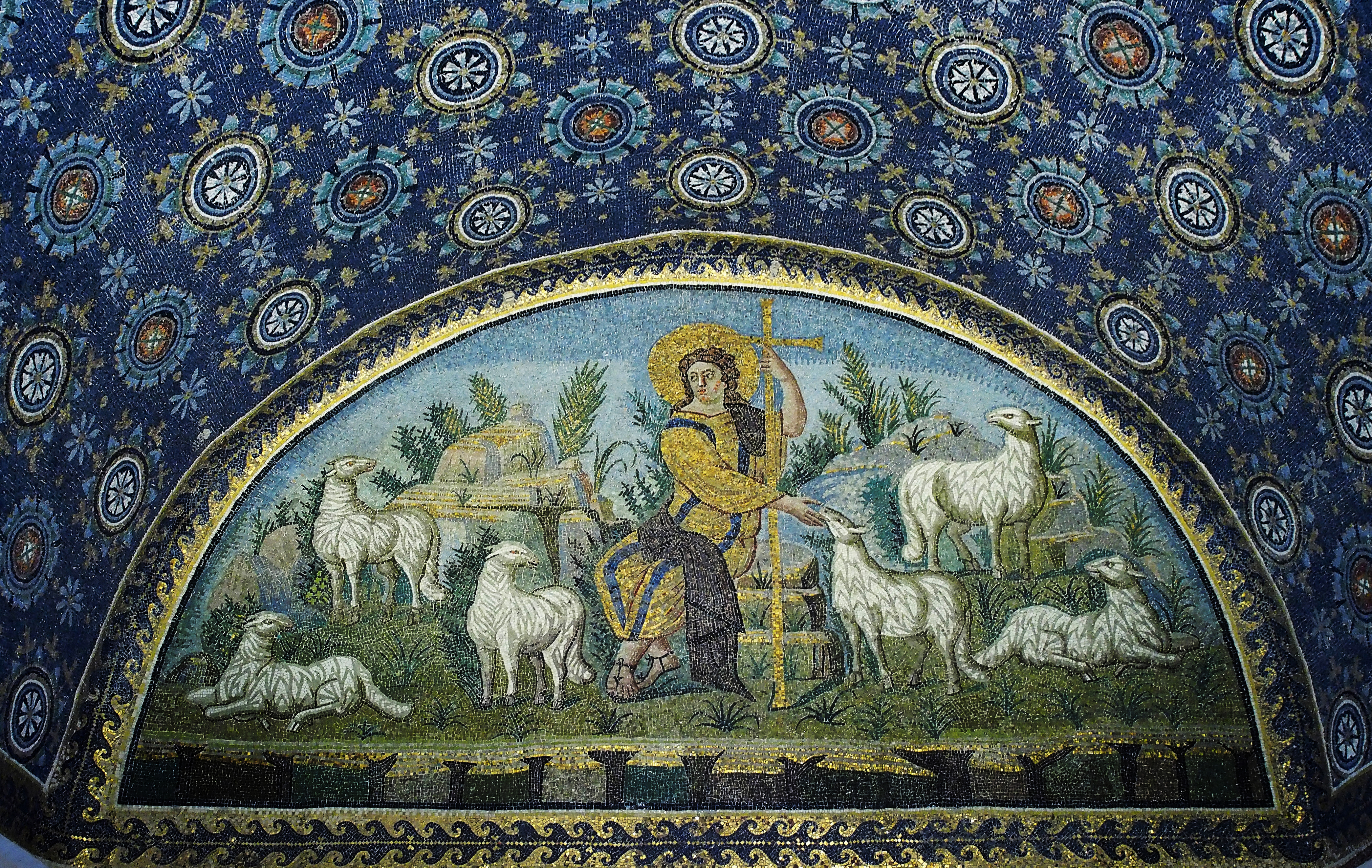
چوپان خوب

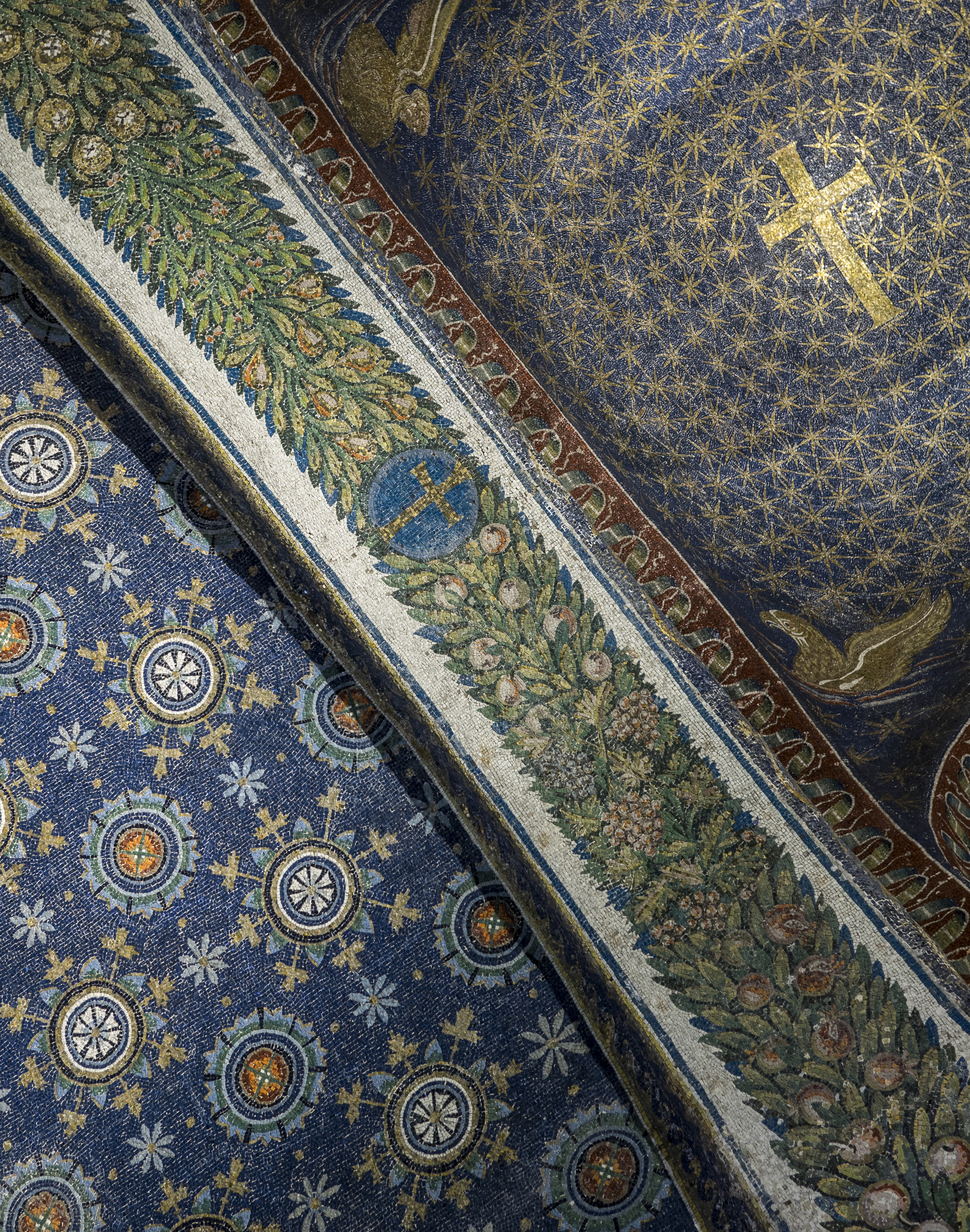
سقف

"مقبره" گالا پلاچیدیا، ساخته شده در سالهای ۴۲۵–۴۵۰ می‌باشد که یک کلیسای صلیبی است که در اصل در مجاورت ناردکس کلیسای صلیب مقدس (سانتا کروچه) در راونا قرار دارد. این مقبره احتمالاً به سنت لارنس اختصاص داشت.

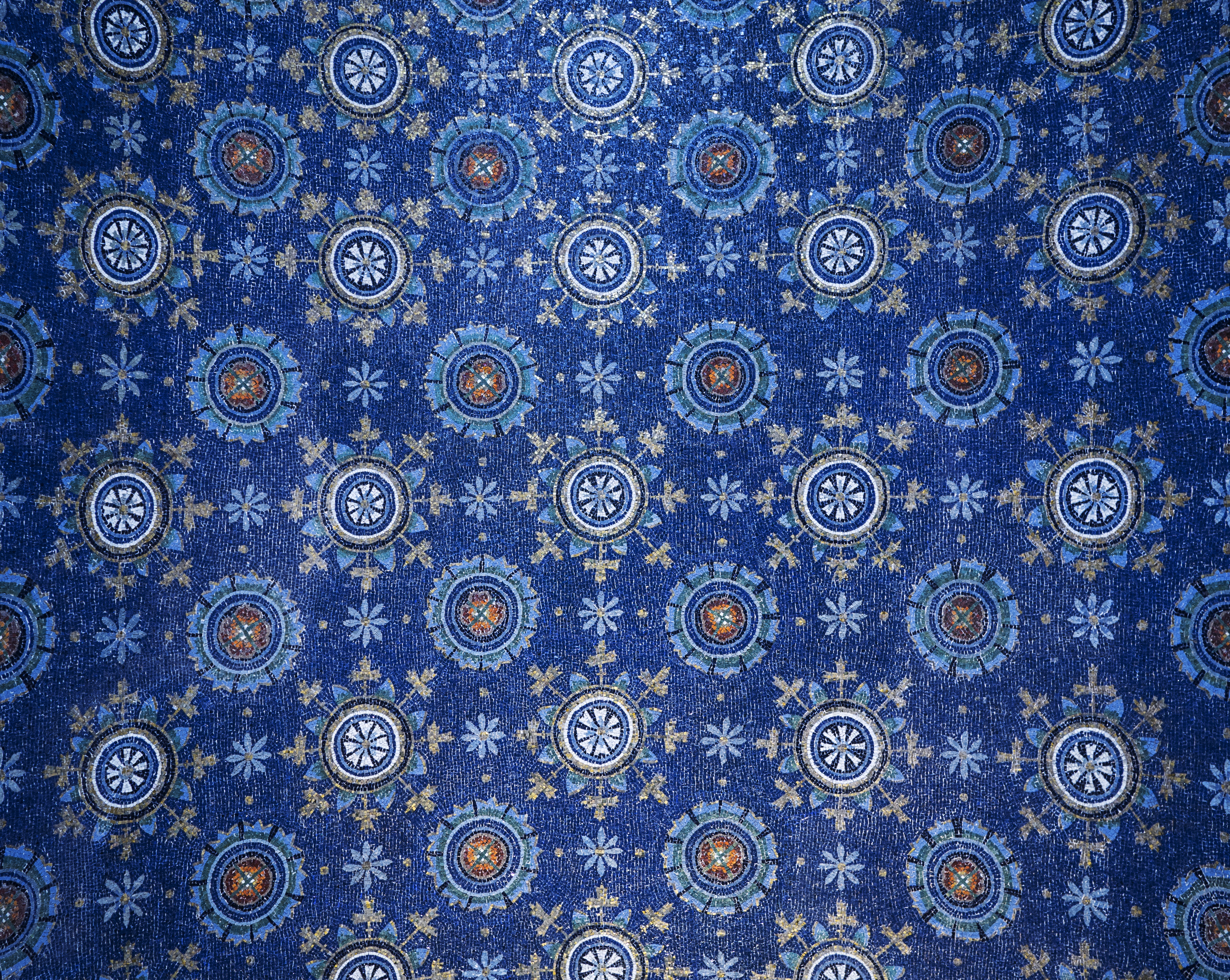
موزاییک سقفی باغ عدن.

## انجمن موسیقی
مشهور است که این آرامگاه باعث ترغیب کول پورتر، ترانه‌سرای آمریکایی برای ساخت " شب و روز " هنگام بازدید از آن در دهه ۱۹۲۰ شده‌است.